# Вищипанов, Артём Сергеевич
Вищипанов Артем Сергеевич (14 марта 1983, Москва, СССР) — доктор медицинских наук, профессор кафедры Топографической анатомии и оперативной хирургии имени академика Ю.М. Лопухина педиатрического факультета  ФГАОУ ВО РНИМУ им. Н. И. Пирогова Минздрава России.

## Биография
Родился в городе Москве в семье врачей. Отец — Вищипанов Сергей Александрович, мать — Соболева Валентина Николаевна.
В 1999 году окончил среднюю общеобразовательную школу № 10 г. Долгопрудного Московской области с золотой медалью.
В 1999 году поступил в Российский Государственный Медицинский Университет (ныне — ФГАОУ ВО Российский национальный исследовательский медицинский университет им. Н. И. Пирогова Минздрава России) на лечебный факультет, сдав один профилирующий экзамен по химии на "отлично". В 2005 году окончил университет с  дипломом с отличием по специальности «Лечебное дело».
Из-за интереса к сердечно-сосудистой хирургии, после университета решил продолжить своё обучение в ординатуре НЦ ССХ им. А. Н. Бакулева РАМН и в 2005—2007 гг. прошёл обучение в клинической ординатуре по специальности «сердечно-сосудистая хирургия» в Научном Центре Сердечно-сосудистой хирургии им. А. Н. Бакулева РАМН.
После успешного окончания ординатуры, продолжил изучать сердечно-сосудистую хирургию и в 2007—2010 гг. прошёл обучение в академической аспирантуре.
В 2010 году под руководством директора центра, академика РАН и РАМН Лео Антоновича Бокерия защитил диссертацию на соискание учёной степени кандидата медицинских наук по специальности 14.01.26 «сердечно-сосудистая хирургия» на тему: «Оценка отдалённых результатов хирургического лечения ИБС у лиц молодого возраста и выявление основных факторов, их определяющих».
В 2011—2014 гг. прошел успешное обучение в докторантуре по специальности 14.01.26 «сердечно-сосудистая хирургия» в НЦССХ им. А. Н. Бакулева РАМН.
В 2015 году успешно защитил диссертацию на соискание учёной степени доктора медицинских наук на тему: «Возрастные и гендерные аспекты хирургического лечения ИБС», научный консультант — директор НЦ ССХ им. А. Н. Бакулева РАМН, академик РАН и РАМН Лео Антонович Бокерия. Защитив докторскую диссертацию в 32 года, является одним из самых молодых в мире (на момент защиты) обладателей учёной степени доктора медицинских наук по специальности «сердечно-сосудистая хирургия».
С 2013 по 2018 гг. работал врачом-хирургом в ФГБУ «Поликлиника № 3» Управления Делами Президента Российской Федерации, г. Москва, совмещая научную и практическую деятельность.
С 2014 по 2016 гг. работал доцентом на кафедре морфологии (объединенная в те годы кафедра, включающая в себя анатомию, морфологию и топографическую анатомию с оперативной хирургией) МБФ РНИМУ им. Н. И. Пирогова Минздрава России, преподавая дисциплины — «анатомия» и «топографическая анатомия и оперативная хирургия».
В 2015 году — сотрудник приёмной комиссии РНИМУ им. Н. И. Пирогова.
В 2016 году продолжил свою работу в приёмной комиссии в должности заместителя ответственного секретаря приёмной комиссии РНИМУ им. Н. И. Пирогова.
С 2016 года работал в должности доцента, а с 02.02.2021 и по настоящее время работает в должности профессора на кафедре топографической анатомии и оперативной хирургии педиатрического факультета РНИМУ им. Н. И. Пирогова.
С 2016 года по сентябрь 2021 г. — руководитель студенческого научного кружка (СНК) кафедры Топографической анатомии и оперативной хирургии педиатрического факультета РНИМУ им. Н. И. Пирогова. Обладатель в 2020 году звания лучший СНК года среди хирургических дисциплин в РНИМУ им. Н. И. Пирогова.
С 2018 года и по июнь 2021 г. — заведующий учебной частью кафедры Топографической анатомии и оперативной хирургии педиатрического факультета РНИМУ им. Н. И. Пирогова.
С июня 2021 г. по июнь 2022 г. — исполняющий обязанности заведующего кафедрой Топографической анатомии и оперативной хирургии ФГАОУ ВО РНИМУ им. Н. И. Пирогова Минздрава России.
Преподаёт дисциплину, проводя практические занятия, а также читая курсы лекций по Топографической анатомии и оперативной хирургии студентам 2-3 курсов лечебного, педиатрического, международного и стоматологического факультетов на русском и английском языках.
В 2020 году получил второе высшее образование на базе РНИМУ им. Н. И. Пирогова Минздрава России — «Педагог профессионального обучения, профессионального образования и дополнительного профессионального образования».
С сентября 2021 г. — член межрегиональной общественной организации «Научное медицинское общество анатомов, гистологов и эмбриологов».
С 2021 года — член международной федерации ассоциаций анатомов (IFAA).
Автор более 55 научных статей, из них более 43 — по хирургии в ведущих журналах, рецензируемых Высшей Аттестационной комиссией.
Многократный член жюри и ежегодных Всероссийских и Международных медицинских научно-практических конференций и олимпиад студентов и молодых учёных, проводимых по всей России как очно, так и дистанционно.
Интерес к политике воплотился в членство в Партии «Единая Россия» (с 2016 года).
С 2018 по 2020 гг. — участник Всероссийского конкурса управленцев «Лидеры России» — финалист тестового этапа конкурса.
В 2020 и в 2021 годах — консультант Всероссийского конкурса управленцев «Лидеры России» по специализации «Здравоохранение» на очном полуфинале и финале конкурса.
Интересы: преподавание медицинских дисциплин, педагогика, научная работа, просветительская, воспитательная работа, управление в области образования и здравоохранения, современная политика [3].
В 2021 г. - участник Праймериз Партии «ЕДИНАЯ РОССИЯ» на выборах в Государственную Думу VIII созыва.
В 2021 г. принял участие в съёмках документального фильма о Н. И. Пирогове.
В сентябре 2021 г. — лектор, участник Федерального просветительского марафона «Новое знание».
В 2021 г. — эксперт проекта «Цифровая лаборатория в здравоохранении», проводимого под эгидой Агентства стратегических инициатив (АСИ) и Национальной социальной инициативы.
В 2022 г. - эксперт Всероссийского конкурса "Лига Лекторов", проводимого под эгидой Российского общества "Знание".
В 2022 г. - эксперт открытой городской научно-практической конференции "Старт в медицину" (г. Москва).

## Личная жизнь
Женат. 
Свободно владеет английским языком, а также базовым уровнем испанского, французского и немецкого.
Хобби: чтение, география, история России, спорт: теннис, формула-1, баскетбол, футбол, шахматы.

## Награды
- Почётная грамота от и. о. ректора РНИМУ им. Н. И. Пирогова, д.б.н., академика РАН С. А. Лукьянова — «За добросовестный и ответственный труд в приёмной комиссии 2015 года» (2015)
- Благодарность от ректора РНИМУ им. Н. И. Пирогова, д.б.н., академика РАН С. А. Лукьянова и профессора А. И. Хрипуна — «За активное участие в развитии студенческой науки и популяризацию инновационных подходов в хирургии» (2018, 2019)
- Благодарность Министра здравоохранения Российской Федерации М. А. Мурашко — "За многолетний добросовестный труд и по итогам проведения конкурса «Лидеры в здравоохранении» (2020) [1,2].
- Победитель Всероссийского конкурса "Золотые Имена Высшей Школы 2021" в номинации "За внедрение инновационных методик преподавания, развитие открытой информационной среды высшего образования" [8].